# PT Perkebunan Nusantara IX
PT Perkebunan Nusantara IX  abgekürzt PTPN 9, ist ein staatliches indonesisches Agrarunternehmen für den Anbau und die Verarbeitung von Zuckerrohr, Kautschuk, Tee und Kaffee mit eigenen Plantagen und Fabriken an Standorten in Zentral-Java.

## Geschichte
Das Unternehmen entstand 1996 durch die Zusammenlegung der PT Perkebunan XV–XVI (Persero) und der PT Perkebunan XVIII (Persero).
Die privat oder unter der Regie größerer in Niederländisch-Ostindien aktiven Gesellschaften wie zum Beispiel der
Nederlandse Handels Maatschappij NHM, der Nederlandsch Indische Landbouw Maatschappij NIS oder der Klattensche Cultuur Maatschappij KCM seit etwa den 1850er Jahren insbesondere auf Java in großer Zahl gegründeten Zuckermühlen gingen 1957 in indonesisches Staatseigentum über.
Die heute von der PTPN 9 betriebenen Standorte firmierten nach der Verstaatlichung Ende der 1950er Jahre als Perusahaan Negara Perkebunan abgekürzt PNP, dies bedeutet eine staatliche Gesellschaft für die Plantagen. In den 1970er Jahren wurden diese als PT Perkebunan, staatliche GmbH für die Plantagen, neu organisiert. PTP XV–XVI beziehungsweise ihre Vorgängergesellschaft PNP XV–XVI war ihrerseits zuvor aus dem Zusammenschluss der PNP XV mit der PNP XVI entstanden.
Der Hauptsitz der 1996 gegründeten PTPN 9 ist in Semarang.

## Unternehmen
Der Name PT Perkebunan Nusantara ist die Bezeichnung einer Perseroan Terbatas, abgekürzt PT, einer Gesellschaft mit beschränkter Haftung nach indonesischem Recht, die – in staatlicher Hand – mit dem Plantagenanbau beschäftigt ist. Alle großen staatlichen Agrarunternehmen (Perkebunan Nusantara) in Indonesien sind in sachlicher und regionaler Zuständigkeit in verschiedenen Abteilungen zusammengefasst. Eigentümer der PTPN 9 ist über die PT Perkebunan Nusantara III (Persero) Holding zu 90 % der indonesische Staat, weiteren 10 % sind direkt im Eigentum des Staates (Negara Kesatuan Republik Indonesia). Der Anteil von PTPN III wird mit 1,4 Billionen indonesischen Rupiah beziffert.
Perkebunan bedeutet Plantage und Nusantara ist auf Indonesisch ein Synonym für den indonesischen Archipel oder das Staatsgebiet Indonesiens.
Zu etwa einem Drittel ist die Gesellschaft Miteigentümerin der im Jahre 1997 geschlossenen Zuckerfabrik Cepiring (PG Tjepiring) im Bezirk Kendal und der an diesem Standort neu eröffneten, teilweise  privatisierten Zuckerfabrik unter dem Namen PT Industri Gula Nusantara (IGN). Zu kleinen Anteilen ist man ferner Miteigentümerin einer Forschungsplantage (PT Riset Perkebunan Nusantara, Anteil 6,67 %) und einer Marketingfirma (PT Kharisma Pemasaran Bersama Nusantara, Anteil 7,14 %).
Die Gesellschaft ist ihrerseits in zwei Unternehmensbereiche aufgeteilt, zum einen in die Annual Plant Division (DTT) die sich Anbau und Verarbeitung von Kautschuk, Kaffee und Tee widmet, zum anderen in die Plant Annuals (DTS) (sugar factory) die Anbau und Herstellung der Produkte aus Zuckerrohr durchführt.
Neben Tätigkeitsfeldern, die sich seit der Kolonialherrschaft an den Standorten der Fabriken wenig geändert haben, produziert und vermarktet PTPN 9 auch gemahlenen Kaffee unter dem
Namen Kampoeng Kopi Banaran, Kaligula Tee und Muskatnussirup.
Im Jahre 2018 stammte etwa die Hälfte der gesamten Erlöse in Höhe von 530 Milliarden Indonesischen Rupiah (IDR) aus dem Anbau und der Vermarktung von Kautschuk. Ein Viertel steuerten die Erlöse aus dem Anbau und der Verarbeitung von Zuckerrohr bei. Alle anderen Aktivitäten erzielten zusammen etwa 10 % am Gesamtergebnis.
Für den Anbau von Kautschuk besitzt man nutzbare, eigene Plantagen in der Größenordnung von 19000 Hektar, während es für Tee und Kaffee jeweils nur knapp 1000 Hektar sind.
Zur PTPN 9 gehören die Zuckerfabriken (einschließlich der kürzlich vorübergehend oder dauerhaft geschlossenen Standorte):
- Slawi, Bezirk Tegal – PG Pangka früher PTP XV
- Bezirk Pemalang - PG Sumberharjo  früher PTP XV, geschlossen 2016
- Bezirk Kudus – PG Rendeng  früher PTP XV
- Bezirk Sragen – PG Mojo
- Bezirk Karanganyar – PG Tasikmadu  früher PTP XVI
- Bezirk Klaten - PG Gondang Baru  früher PTP XVI, geschlossen 2017
- Bezirk Pekalongan – PG Sragi  früher PTP XV
- Bezirk Brebes – PG Jatibarang früher PTP XV, geschlossen 2017

Ferner gehörten zur Gesellschaft die 1997 mit dem Ende der Saison geschlossenen Zuckerfabriken PG Kalibagor (früher PTP XVI) im Bezirk Purwokerto, PG Banjaratma (früher PTP XV) im Bezirk Tegal, PG Colomadu (früher PTP XVI) im Bezirk Karanganyar, PG Cepiring (früher PTP XV) im Bezirk Kendal und PG Ceper Baru (früher PTP XVI) im Bezirk Klaten. Für seine im Jahre 2015 geschlossene Werkbahn nutzte PG Sragi zuletzt noch vorhandene Anlagen der im Zweiten Weltkrieg zerstörten, benachbarten PG Comal.
Kautschukplantagen (Kebun bedeutet Garten) und Fabriken zu dessen Verarbeitung besitzt PTPN 9 im
- Bezirk Karanganyar - Kebun Batujamus,
- Bezirk Cilacap - Kebun Warnasari und Kebung Kawung,
- Bezirk Banyumas - Kebun Krumbut,
- Bezirk Pekalongan - Kebun Blimbing,
- Bezirk Batang - Kebun Siluwok,
- Bezirk Kendal - Kebun Merbuh und im
- Bezirk Jepara - Kebun Balong.

Sowohl Kautschuk als auch Kaffee werden in den Anlagen im Bezirk Kendal - Kebun Sukamangli und im Bezirk Semarang - Kebun Getas und Kebun Ngobo angebaut.
Eine weitere Kaffeeplantage besitzt die Unternehmung im Bezirk Pati - Kebun Jollong.
Teeplantanagen und Fabriken gibt es im Bezirk Brebes - Kebun Kaligua und im Bezirk Pemalang - Kebun Semugih.
Eine gemischte Tee- und Kautschukanlage gibt es ferner im Bezirk Pekalongan - Kebun Jolotigo.
Neben dem Kerngeschäft betreibt PTPN 9 auch den sogenannten Agrotourismus im Freizeitpark Kampoeng Kopi Banaran bei der Kaffeeplantage Getas Afdeling Assinan an der Straße Semarang - Salatiga bei Bawen. Das ist eine Anlage mit Kaffeehaus, Schwimmbad, Tagungsräumen und Sportstätten. In der Anlage befindet sich auch das Banaran 9 Resort mit verschiedenen Unterkünften und Konferenzräumen mit Blick auf den Rawa Pening See und den Vulkan Gunung Ungaran. Bei der Zuckerfabrik PG Gondang Baru (Gondang Winangoen) wurde 1982 ein Zuckermuseum und ein Kaffeehaus errichtet. Mit den ehemaligen Zuckerrohrbahnen kann man bei PG Gongang Baru, PG Jatibarang, PG Pangka, PG Sumberharjo sowie bei PG Tasikmadu noch im Gelände einen Rundkurs befahren.